# Eleições gerais em Moçambique em 2009
As eleições gerais moçambicanas de 2009 foram realizadas em 28 de outubro.

## Resultados
O presidente de Moçambique, Armando Guebuza, teve 75% dos votos válidos, seguido do líder da Renamo, Afonso Dhlakama, com 16% dos votos. Quanto às eleições para a Assembleia da República, a Frelimo, o partido do governo, conseguiu 191 deputados, com mais dois eleitos nos círculos da emigração, a Renamo 49 deputados e o MDM, que foi autorizado a concorrer apenas em quatro círculos, alcançou oito.

## Fraudes
Os observadores da União Europeia constataram "numerosas irregularidades" durante a apuração dos votos, "sem que estas afetem significativamente os resultados". Em um balanço divulgado, a Missão de Observação Eleitoral da União Europeia (MOE-UE) reconhece ter havido "irregularidades eleitorais e inconsistência nos procedimentos" em 73 distritos das 11 províncias do país. De acordo com o documento, ainda que as irregularidades no processo eleitoral não tenham afetado significativamente os resultados das eleições, "constituem uma séria fraqueza do processo". A missão da UE alerta ainda para o caso das províncias de Tete e Gaza, onde "não é possível avaliar estatisticamente até que ponto a distribuição de assentos parlamentares poderia ter sido alterada". A MOE-UE aponta como irregularidades detectadas casos de presidentes de mesas de voto que se recusaram a aceitar queixas dos representantes dos partidos políticos, em várias seções, por todo o país.
Também são denunciados casos de representantes de partidos políticos que foram impedidos de presenciar o processo de apuração nos distritos de Marávia, Angónia, Changara e Tsangano, na província de Tete, e nas províncias de Manica e Cabo Delgado. "Dados indicadores de mesas de voto com participação de 100%, ou mais, em 40 mesas de voto na província de Gaza, 61 mesas de voto na província de Tete e duas na ilha de Moçambique, província de Nampula", são outros casos de irregularidades citados pela missão.